# Sven Thoß
Sven Thoß (* 28. Juli 1966 in Potsdam) ist ein deutscher Fußballtrainer. Er ist derzeit für den SV Grün-Weiß Brieselang (Stand: Januar 2023) tätig und trainiert dort sowohl die 1. Herrenmannschaft in der Landesliga Brandenburg Staffel Nord als auch die Frauenmannschaft in der Landesliga Brandenburg.

## Karriere
Sven Thoß begann seine professionelle Trainer-Karriere 1997 als Co-Trainer an der Seite von Bernd Schröder beim Frauen-Bundesligisten 1. FFC Turbine Potsdam. Parallel trainierte Thoß die zweite Mannschaft des Vereins in der Regionalliga und 2004/05 in der ersten Saison der neu eingeführten 2. Frauen-Bundesliga. In den Folgejahren war Thoß zumeist gleichzeitig als Trainer einer Herren- und Frauen-Mannschaft in unterschiedlichen Vereinen tätig, so unter anderem bei TeBe Berlin und BW Hohen Neuendorf. In der Saison 2015/16 trainierte er die Männer des Goslarer SC in der Fußball-Regionalliga Nord und stieg mit der Mannschaft ab. Im Jahr 2020 fungierte Thoß dann erstmals als Chef-Trainer eines Frauen-Bundesligisten. Mit dem SC Sand belegte er in der Abschlusstabelle den achten Platz, womit sein Engagement endete. Im September stellte der Vereinsvorsitzende Dieter Gohlke Thoß als neuen Trainer des SV Viktoria Potsdam vor. Mit Thoß stieg Viktoria aus der 1. Kreisklasse des Fußballkreises Havelland in die Kreisliga auf.